# Cosmochthonius nayoroensis
Cosmochthonius nayoroensis är en kvalsterart som beskrevs av K. Fujikawa 1980. Cosmochthonius nayoroensis ingår i släktet Cosmochthonius och familjen Cosmochthoniidae. Inga underarter finns listade i Catalogue of Life.